# Walter Graf
Walter Graf (Zurigo, 3 marzo 1937 – Losanna, 2 febbraio 2021) è stato un bobbista svizzero.

## Biografia
Ai X Giochi olimpici invernali (edizione disputatasi nel 1968 a Grenoble, Francia) vinse la medaglia di bronzo nel bob a quattro con i connazionali Hans Candrian, Jean Wicki e Willi Hofmann partecipando per la nazionale svizzera, dietro a quella italiana e all'austriaca.
Il tempo totalizzato fu di 4:43,92  con un leggero distacco rispetto alle altre classificate (4:43,07 e 4:43,83 i loro tempi).